# Ubley
Ubley – wieś w Anglii, w hrabstwie ceremonialnym Somerset, w dystrykcie (unitary authority) Bath and North East Somerset. Leży 16 km na południowy zachód od miasta Bristol i 179 km na zachód od Londynu. Miejscowość liczy 335 mieszkańców.